# Clarinet
Clarinetul este un instrument muzical de suflat din lemn cu ancie simplă și corp cilindric. Există o familie numeroasă a clarinetelor, însă termenul se referă de regulă la membrul sopran, acordat în si{\displaystyle \flat }. Interpretul la clarinet se numește clarinetist.

## Construcție. Trăsături
Instrumentul are un ambitus larg, de peste trei octave și este prezent cel mai adesea ca instrument transpozitoriu (acordat în altă tonalitate decât do). Ancia instrumentului este pusă în vibrație de buza inferioară a interpretului; digitațiile sunt facilitate de un sistem complex de clape. Instrumentul nu dezvoltă armonice pare, astfel încât la suflu mai puternic nu va răspunde la octavă (ca toți ceilalți suflători de lemn), ci la dodecimă perfectă (adică la o octavă plus o cvintă perfectă – armonicul al treilea în locul celui de al doilea).

## Istoric
Clarinetul a fost inventat în jurul anului 1690 în Germania. Primele clarinete aveau un sunet de slabă calitate.
Instrumentului i s-a adăugat în secolul al XVIII-lea un sistem rudimentar de clape, al cărui neajuns era închiderea incompletă a găurilor, ceea ce afecta puritatea sunetului. La începutul secolului al XIX-lea, rusul Iwan Müller a conceput un sistem de clape cu închidere completă, ceea ce a permis în scurt timp extinderea spectaculoasă a întinderii noilor instrumente. Sistemul folosit astăzi este meritul lui Hyacinth Klosé și a fost definitivat în 1839; Klosé însuși s-a inspirat din sistemul Böhm de dispunere a clapelor la flaut, inventat numai cu câțiva ani în urmă.

## Familia clarinetului
Familia clarinetului cuprinde variantele (de la acut la grav, cu variantele de acordaj trecute în paranteză):
- clarinet piccolo (la{\displaystyle \flat })
- clarinet sopran (mi{\displaystyle \flat }, re, do, si{\displaystyle \flat }, la și sol)
- corn de baset (fa)
- clarinet alto (mi{\displaystyle \flat })
- clarinet bas (si{\displaystyle \flat })
- clarinet contraalto (mi{\displaystyle \flat })
- clarinet contrabas (si{\displaystyle \flat })

Acestora se adaugă alte instrumente chiar mai grave, construite experimental.

## Repertoriu
Muzica cultă pentru clarinet a fost scrisă începând cu barocul târziu – primul compozitor care a folosit clarinetul este Jean-Philippe Rameau. De la Clasicismul vienez și până astăzi, s-a scris pentru clarinet solist, dar a fost introdus și în ansamblurile de cameră sau în orchestra simfonică.
În afara repertoriului cult, clarinetul s-a bucurat de o apreciere largă în muzicile de consum. Belgianul Adolphe Sax a inventat saxofonul în anii 1840 ca replică a clarinetului, căutând să construiască un instrument asemănător. Clarinetul, alături de rudele sale saxofon și taragot, a fost adoptat de folclorul muzical al multor popoare. La începutul secolului XX, clarinetul și-a început cariera în muzica de jazz, bucurându-se de atenție în stiluri diferite ale genului (New Orleans, cool jazz). Genurile rock și pop l-au folosit uneori: de exemplu, în piesa The Beatles „When I'm Sixty-Four” sau în diferite cântece ale formației britanice Supertramp.